# Casa (canción)
"Casa" es una canción escrita por el músico argentino Gustavo Cerati y Flavio Etcheto, incluida en su tercer álbum de estudio Siempre es Hoy, lanzado en 2002.

## Letra y sonidos
La canción comienza con un pequeño beep, como si fuera un botón presionándose. Por este comienzo, la canción sería más tarde situada inmediatamente después de Es sólo una ilusión, en el álbum recopilatorio Canciones elegidas 93-04, pues aquella canción termina con sonidos de botones presionándose, así dando la idea en aquel álbum que estas dos canciones van una después de la otra.
La canción, curiosamente, no tiene nada que ver con una casa. La letra es algo ambigua, poética y surrealista. La canción comienza con, "Quiero una casa, quiero un hangar. Y una torre de lanzamiento". Otra línea es, "Ya limpiaste la casa, ya limpiaste tu cuerpo. Ahora tienes el tiempo". Estas dos líneas son las únicas de la canción que mencionan su título.
Las partes centrales de la canción son hechas por una Voz Femenina (Deborah de Corral), y Cerati la acompaña. Una línea que se menciona en estos fragmentos es, "¿Será la locura que nos hace... bailar?".
A través de la canción, hay sonidos electrónicos, mezclados con guitarras eléctricas. Éste es, en realidad, el sonido general del disco.

## Versiones remix (Reversiones: Siempre es hoy)
Casa volvió a aparecer en el álbum doble Reversiones: Siempre es hoy, un álbum de Cerati con canciones de Siempre es hoy, en forma de remix. Apareció dos veces, una vez en cada disco. En la versión de vinilo, apareció la versión del primer disco.

### Casa / Leandro Fresco + Gus remix (Disco 1)
La versión del primer disco de Reversiones es mucho más electrónica que la versión original. Fue mezclada de la canción original, por Leandro Fresco y Gustavo Cerati.
La canción comienza con el sonido de un platillo de batería, al revés. La canción es muy diferente a la original, aunque las voces no están cambiadas. Hay muchos más sonidos electrónicos que la original, mientras que las guitarras son diferentes. Esta versión dura más de cinco minutos, más larga que la versión original. Esta versión era tocada en los conciertos, durante la gira de Siempre es hoy.
La canción, al comienzo, suena bastante parecida a "Funkytown", por la banda "Lipps Inc". Coincidencia o no, este parecido jamás se ha discutido.

### Casa / Kinky remix (Disco 2)
La versión del segundo disco de Reversiones es mucho más roquera que la versión original. Fue mezclada de la canción original, por Kinky.
Esta versión comienza con un riff de guitarra repitiéndose hasta alcanzar el volumen máximo. Es interrumpido por la batería y otros sonidos que dan la estructura general de la canción. La guitarra vuelve a aparecer varias veces más.
Esta versión es, también, muy diferente a la original. Curiosamente, en esta versión, casi no se oye la voz de Cerati. Sólo las partes de la voz femenina de la canción original son usadas. Lo único de Cerati que se escucha es un "Oh", en el momento 3:08 de la canción.
Esta versión dura casi lo mismo que la original (3 segundos menos), a pesar de tener una estructura completamente diferente.

## Apariciones
La canción apareció en los siguientes álbumes:
- Siempre es hoy
- Reversiones: Siempre es hoy
- Canciones elegidas 93-04

## Datos técnicos
- Gustavo Cerati: voz, guitarra "Pensa-Suhr",[1] sintes, mpc, Rodhes, bajo y programaciones.
- Flavio Etcheto: laptop, guitarra y sampler
- Leandro Fresco: coros, sintes, sampler, Rodhes y percusión
- Fernando Nalé: bajo y contrabajo
- Pedro Moscuzza: batería y percusión
- Deborah de Corral:Voz Femenina[2]